# Hopfengartenmühle
Hopfengartenmühle ist ein Gemeindeteil der Gemeinde Kirchensittenbach im Landkreis Nürnberger Land (Mittelfranken, Bayern). Hopfengartenmühle liegt in der Gemarkung Kleedorf.

## Lage
Die Einöde liegt am rechten Ufer des Sittenbaches am Spornfuß des bewaldeten Hummelbergs (413 m ü. NHN). Ein etwa 0,6 km weiter bachaufwärts abgezeigter Mühlkanal mündet dort in den Sittenbach zurück. Ein Anliegerweg führt 150 Meter nordöstlich zu der gegenüber in der Aue laufenden Talstraße Staatsstraße 2404.

## Geschichte
Mit dem Gemeindeedikt wurde Hopfengartenmühle im Jahr 1808 der Steuerdistrikt Oberkrumbach und der Ruralgemeinde Kleedorf zugewiesen. Im Zuge der Gebietsreform in Bayern wurde Hopfengartenmühle am 1. April 1971 nach Kirchensittenbach eingemeindet.